# Protein-Engineering
Protein-Engineering (von englisch engineering hier etwa „Konstruktion“, „Manipulation“) ist ein Teilgebiet der Biochemie und Biotechnologie, das sich mit der Konstruktion, Optimierung und Herstellung von Proteinen, darunter auch von Enzymen, beschäftigt. Es gibt prinzipiell zwei Herangehensweisen im Protein-Engineering: Rationales Design von Proteinen (Proteindesign) und gerichtete Evolution. Parallel dazu wird meistens auch der Vektor im Zuge eines Vektordesigns angepasst, in dem sich das Gen des gewünschten Proteins (Transgen) befindet.
Protein-Engineering findet z. B. bei der Konstruktion von Zinkfingernukleasen statt.

## Rationales Design
Beim Proteindesign werden Aminosäuren oder ganze Sequenzen durch gezielte, ortsspezifische Mutagenese der DNA zur Veränderung von einzelnen Eigenschaften der daraus transkribierten und translatierten Proteine ausgetauscht, entfernt oder eingefügt.

## Gerichtete Evolution
Die gerichtete Evolution erfolgt über zufällige Mutagenese oder Rekombination (DNA-Shuffling) und anschließende Selektion der Mutanten oder der mutierten Proteine auf die gewünschten Eigenschaften hin. Dieser Ansatz erfordert ein Hochdurchsatz-Screening.